# Reboreda e Nogueira
Reboreda e Nogueira (llamada oficialmente União das Freguesias de Reboreda e Nogueira) es una freguesia portuguesa del municipio de Vila Nova de Cerveira, distrito de Viana do Castelo.

## Historia
Fue creada el 28 de enero de 2013 en aplicación de una resolución de la Asamblea de la República de Portugal promulgada el 16 de enero de 2013 con la unión de las freguesias de Nogueira y Reboreda, pasando su sede a estar situada en la antigua freguesia de Reboreda.

## Economía
En Nogueira, menos poblada, la actividad económica principal está enfocada en el sector agropecuario. En Reboreda también es destacable el sector primario, además del hotelero y de la pequeña industria. La construcción civil es, asimismo, una actividad económica con cierta importancia en la freguesia.

## Patrimonio
Destaca la iglesia parroquial de San Juan Bautista de Reboreda, de estilo románico, así como la Torre de Penafiel de Reboreda, una torre residencial de planta cuadrada que data del siglo XVII, hoy restaurada y de propiedad privada. Completan el patrimonio religioso de la freguesia la iglesia parroquial de Nogueira (iglesia de São Tiago), y dos capillas.

## Demografía
| Gráfica de evolución demográfica de Reboreda e Nogueira entre 2011 y 2021 |
|                                                                           |
| Datos según el nomenclátor publicado por el INE portugués.                |